# Les Murs de poussière
Albums de Francis Cabrel
Les Chemins de traverse
(1979)
Singles
1. Petite Marie
Sortie : 1977[1]
2. Les Murs de poussière
Sortie : 1978
3. Pas trop de peine
Sortie : 1978

Les Murs de poussière est le premier album de Francis Cabrel, sorti en 1977. Il contient la chanson Petite Marie.
La maison de disques CBS avait recruté Cabrel après l'avoir entendu chanter Petite Marie lors d'un concours à Toulouse.

## Titres
Nota, sources pour l'ensemble de la section, :
| No  | Titre                                                                                            | Durée |
| --- | ------------------------------------------------------------------------------------------------ | ----- |
| 1.  | Ma ville (Francis Cabrel)                                                                        | 4:10  |
| 2.  | Petite Marie (Francis Cabrel)                                                                    | 3:25  |
| 3.  | Les Murs de poussière (Francis Cabrel)                                                           | 2:45  |
| 4.  | Je reviens bientôt (Francis Cabrel)                                                              | 3:55  |
| 5.  | Imagine toi (Francis Cabrel, François Porterie)                                                  | 3:38  |
| 6.  | Je m'étais perdu (Francis Cabrel)                                                                | 3:06  |
| 7.  | Madeleine (Francis Cabrel)                                                                       | 3:25  |
| 8.  | L'Instant d'amour (Francis Cabrel)                                                               | 4:36  |
| 9.  | Change de docteur (Francis Cabrel)                                                               | 3:30  |
| 10. | Ami (Francis Cabrel)                                                                             | 2:51  |
| 11. | Automne (Colchiques dans les prés) (Jacqueline Debatte (paroles) / Francine Cockenpot (musique)) | 2:27  |

## Crédits
- Francis Cabrel : Chant, guitare
- Claude Engel : Guitare
- Patrice Tison : Guitare
- Jannick Top : Basse
- Glen Spreen : Claviers, arrangements
- Marc Chantereau : Claviers, percussions
- Pierre-Alain Dahan : Batterie

## Production
- Jean-Jacques Souplet : Production
- Bernard Estardy : Ingénieur, mixing
- Jean-Baptiste Mondino : Pochette

- Orchestration : Guy Matteoni (1/2/3/4/8/9), Roger Loubet (5/6/7/10/11)
  - au Studio Condorcet à Toulouse (F. & J.M. Porterie)
  - au Studio CBE à Paris (B. Estardy)
  - au Studio Marquee à Londres (S. Calver)
- Réalisation artistique : Jean-Jacques Souplet et Patrice Fabien, assisté de Paul Boussard

## Certifications
Passé relativement inaperçu en 1977, l'année de sa sortie, cet album est aujourd'hui vendu à plus de 300 000 exemplaires, étant même certifié disque de platine.